# Obraz Matki Bożej Gosprzydowskiej
Obraz Matki Bożej Gosprzydowskiej (Matka Boża Pocieszycielka Umierających) – obraz Matki Bożej znajdujący się w kościele parafialnym św. Urszuli z Towarzyszkami w Gosprzydowej (gmina Gnojnik, powiat brzeski) w Małopolsce. Wizerunek uznawany jest za cudowny. 

## Historia i opis
W ołtarzu głównym kościoła w Gosprzydowej znajdują się dwa obrazy łaskami słynące Matki Bożej Gosprzydowskiej. Jeden główny wizerunek jest namalowany na podobieństwo obrazu Matki Boskiej Częstochowskiej. Obraz o wymiarach 40x60 cm został namalowany na płótnie farbami olejnymi. Artysta obrazu jest nieznany. Obraz pochodzi z XVII w. (1625 r.). Z kronik dowiadujemy się, że obraz istniał w roku 1698 i już wtedy był uznawany za łaskami słynący. Obraz przedstawia Matkę Bożą z Dzieciątkiem Jezus, pokryty jest trybowaną blaszaną sukienką. Twarz Maryi jest pociągła oraz jasna o dużych i nieco przymkniętych oczach, które są pełne smutku. Spod przymkniętych powiek widać łzy. Jezus o małej okrągłej twarzy, prawą ręką wskazuje na swoją matkę – Maryję a lewą trzyma na kuli ziemskiej, która jest wsparta na kolanach. Pod obrazem widnieje napis (oryginalny tekst): OBRAS CUDOWNEY NAŚWIETSZEY PANNY MARYEY KTÓRY JEST W BOCHNI KOŁO KRAKOWA. TEN OBRAS WIELKIEMI CUDAMI Z DAWNA SŁYNIE Y PROSZĄCYM CZEŚĆ Y SŁAWE PRZYWRACAŁ, W ROSPACZY UCIECZKA, W CHOROBACH WYBAWIENIE ZA PRZYCZYNA PANNY NAYŚWIETSZEY POCIESZYCIELKI UMIERAJĄCYCH. Obraz Madonny jest zasłaniany drugim obrazem (zasuwa ołtarzowa) Matki Bożej z Dzieciątkiem, posiada wymiary 58x73cm. Wizerunek ten wykonany jest na dwóch deskach. Tło jest szare z liśćmi akantu a na pierwszym planie widnieje NMP z Dzieciątkiem na ręku. Widać bolesną pełną zadumy twarz Maryi. Ma przymrużone lekko oczy skierowane na widza z których spływają krople łez. Matka Boska na lewej ręce trzyma Dzieciątko Jezus, prawa zaś położona jest na piersi. Twarz Jezusa jest zamyślona, a Jego oczy zwrócone są na matkę – Maryję. Obraz ten pochodzi z około 1700 roku i wzorowany jest na obrazie Matki Bożej Bocheńskiej.

### Legenda związana z wizerunkiem gosprzydowskim
Jedna ze starych legend głosi, że w dawnych czasach podczas powodzi, woda Uszwicy przyniosła obraz Matki Bożej, który zaraz zasłynął cudami i został umieszczony w kościele w głównym ołtarzu.

## Konserwacja
- W roku 1952 obraz na płótnie został odnowiony i posiadał ślady przemalowań.
- Pod koniec 2007 roku obrazy zostały poddane konserwacji i renowacji w pracowni w Krakowie. Były one mocno zabrudzone a obraz na desce był pęknięty i posiadał wiele śladów drewnojadów. Obraz na płótnie natomiast, miał liczne otwory pozostałe po zawieszanych na nim wotach. Prace konserwatorskie wykonała konserwator Anna Borowska natomiast w pracowni brązowniczej Adama Ligęzy odnowione zostały sukienka i korona. Obrazom został przywrócony pierwotny wygląd. Odnowione obrazy zostały poświęcone przez bpa tarnowskiego Wiktora Skworca w dniu 26 maja 2009 r.[6][4]

## Kult Matki Bożej
Pierwsza wzmianka o łaskami słynącym obrazie to wiersz napisany (po łacinie) w roku 1698 przez Stanisława Wolskiego – akademika krakowskiego. 
Wizytacje parafii mówią o uprzywilejowanym wizerunku z Gosprzydowej:
- 1730 r. – wizytacja biskupa Kunickiego mówi, że w wielkim ołtarzu jest umieszczony obraz „Imago B.V.M. ut fertur Graciosa”, biskup wylicza również wota znajdujące się wokół obrazu: 2 obrączki srebrne na obrazie, złotych – 11, i innych wotów – 33.
- 1748 r. – kolejna wizytacja parafii wspomina, że kult Matki Bożej w Gosprzydowej trwa od wielu lat wstecz: „Altariatria. Unum maius cum Imagine B.M.V. Gratiose ab antiquo” oraz wymienia nowe wota darowane Matce Bożej (40 wotów), w 1810 roku liczne wota zostały skradzione przez rząd austriacki[5][2].

- 1773 r. (7 listopada) – wizytacja bpa Kajetana Sołtyka mówi, że w parafii istnieje księga cudów NMP (dokument ten zaginął w latach 1826–1833). Biskup ten w Dekrecie Reformacyjnym napomina ówczesnego proboszcza, aby szerzył kultu Matki Bożej i spisywał wszystkie cuda i łaski. Pisze również, że wizerunek Maryi słynie łaskami na całe podgórskie okolice.

W 1806 na wizerunek Maryi i Dzieciątka została nałożona srebrno-złota korona. Matce Bożej w Gosprzydowej cześć oddawali, nie tylko parafianie, lecz okoliczni mieszkańcy. Ludność przybywała do obrazu by prosić m.in.: w czasie klęsk żywiołowych, suszy, ulewnych deszczów czy zarazy. Kroniki parafialne odnotowują, że 8 września z okazji odpustu zbierają się w Gosprzydowej „ogromne rzesze ludu z okolicznych wiosek”. Kronika wymienia, dużo miejscowości, m.in.: Gnojnik, Uszew, Chronów, Lewniowę, Jurków, Zawadę Uszewską, Jastrząbkę Starą, Czarną, Pogwizdów, Borownę, Zakliczyn, Czchów, Niedźwiedzę i inne. W 1833 roku w Gosprzydowej został założony Szkaplerz święty do którego (do 1934) należało ok. 5 tysięcy osób. Gdy obchodzono Rok Maryjny, w roku 1954 kościół posiadał dzięki temu obrazowi przywilej sanktuarium maryjnego (w diecezji tarnowskiej).
Obecnie kult Madonny z Gosprzydowej wciąż trwa. W każdą środę odbywa się nowenna przed jej wizerunkiem. Od maja do października w I sobotę miesiąca odbywa się nabożeństwo fatimskie z procesją po dróżkach różańcowych. W niedzielę przed lub po 8 września (święto Narodzenia NMP) odbywa się odpust parafialny ku czci Matki Bożej Gosprzydowskiej, która czczona jest również pod zapomnianym tytułem: Pocieszycielka Umierających. Podczas odpustu parafialnego rozpoczęła się peregrynacja kopi obrazu Matki Bożej Gosprzydowskiej po domach parafii (09.09.2012 – 27.05.2013). W parafii powstała golgota gosprzydowska oraz ogród maryjny – różańcowy. Do obrazu Matki Bożej przybywają pielgrzymi przez cały rok, także piesze pielgrzymki z okolicy. 